# Muránska Huta
Muránska Huta es un municipio del distrito de Revúca en la región de Banská Bystrica, Eslovaquia, con una población estimada a final del año 2024 de 172 habitantes.
Se encuentra ubicado al este de la región, en la cuenca hidrográfica del río Sajó —un afluente derecho del río Tisza— y cerca de la frontera con la región de Košice.

## Demografía
| Año        | 1994 | 2004     | 2014    | 2024     |
| ---------- | ---- | -------- | ------- | -------- |
| Población  | 128  | 209      | 194     | 172      |
| Diferencia |      | +63,28 % | −7,17 % | −11,34 % |

| Año        | 2023 | 2024    |
| ---------- | ---- | ------- |
| Población  | 173  | 172     |
| Diferencia |      | −0,57 % |